# Tvekamp av Elbogen
Tvekamp av Elbogen er en fuldskala kopi af en vrag fra kogge, som blev fundet ved Fotevikens Museum udenfor Skanør i 1991. Koggen var hansaens store transportskibe. De havde stor lasteevne og en flad bund.

## Historie
Ved hjælp af årringsdatering har forskere fastslået at Skanørkoggen blev bygget i det nordlige Polen omkring år 1390. Det er uvist præcis hvornår skibet er forlist, men en træbjælke fra skibet stammer fra umiddelbart efter år 1400. Det er sandsynligt at skibet har været et af Fetaljebrødrenes skibe. Brødrene, som støttede Albrecht af Mecklenburg, og de hærgede Østersøen og brændte bl.a. både Malmø og Skanør.
Tvekamp av Elbogen blev søsat i 2001, og var på dette tidspunkt den største rekonstruktion af en middelalderkogge. I 2006 blev det større Wissemara dog søsat.

## Beksrivelse
Skibet blev bygget på Fotevikens Museum, og er fremstillet i egetræ.
| Hjemhavn:                          | Västerås historiska skeppsmuseum |
| Køllængde                          | 18,4 meter                       |
| Dybdegang                          | 2,4 meter                        |
| Totallængde fra for til agtestævnt | 28,0 meter                       |
| Bredde, rælingsniveau              | 8,0 meter                        |
| Maks bredde, dæksniveau            | 3,4 meter                        |
| Maks højde til agterstavnen        | 5,6 meter                        |
| Maks højde til forstavnen          | 8,5 meter                        |
| Vægt af skroget                    | cirka 86 ton                     |
| Total vægt                         | cirka 131 ton                    |
| Bruttovægt                         | 155                              |
| Nettovægt                          | 46                               |
| Motorstyrke                        | 169 kW                           |
| Sejl-areal                         | 225 kvadratmeter                 |

## Længere rejser
- 2007 Malmö – Helsingör – Halmstad
- 2007 Malmö – Vordingborg
- 2008 Malmö – Lübeck – Wismar - Rostock
- 2011 Malmö Nexö - Kalmar - Oskarshamn - Visby
- 2014 Malmö - Stockholm - Västerås (Frösåkers brygga / Västerås historiska skeppsmuseum)